# Linda Gustava Heymann
Pour les articles homonymes, voir Heymann.
Linda Gustava Heyman ou Lida Gustava Heyman, née le 15 mars 1868 à Hambourg et morte le 31 juillet 1943 à Zurich, est une journaliste et enseignante allemande. Elle est l'une des cheffes de file du féminisme en Allemagne au début du XXe siècle avec Anita Augspurg et Helene Stöcker.

## Parcours
Lida Gustava Heymann est née le 15 mars 1868 à Hambourg. Avec sa compagne, Anita Augspurg, elle a été l'une des figures les plus en vue dans le mouvement des femmes en Allemagne. Elle a été en particulier à la pointe de la Verband Fortschrittlicher Frauenvereine (association féministe).
Cofondatrice du mouvement pour l'abolition de la prostitution en Allemagne, elle crée en 1898 avec Minna Cauer et Anita Augspurg la branche allemande de la Fédération abolitionniste internationale (FIA), fondée vingt-trois ans auparavant à Genève par la Britannique Josephine Butler. Lida Gustava Heymann voulait « aider les femmes à se libérer de la domination masculine ». Elle a créé un centre d'accueil pour femmes, offrant des repas, une crèche et des conseils. Elle a également fondé une école mixte et les associations professionnelles pour les greffiers et les travailleuses de théâtre.
En 1902, Anita Augspurg et Minna Cauer parviennent à la convaincre de fonder la première Société allemande pour le droit de vote des femmes (Deutscher Verband für Frauenstimmrecht, à laquelle adhérèrent Edith Stein et sa sœur), sur le modèle des suffragistes britanniques et particulièrement de la Women's Social and Political Union (WSPU) sous la houlette stratégique d'Emmeline Pankhurst. Avec Anita Augspurg, Lida Gustava Heymann publie ensuite de 1919 à 1933 le journal féministe La Femme dans l'État (Frau im Staat), où elle exprime des vues pacifistes, démocratiques et féministes.
Avec Anita Augspurg, elle fait partie de la minorité radicale et pacifiste de la Bund Deutscher Frauenvereine (BDF, plus importante association féministe d'Allemagne), qui refuse l'union sacrée au début de la Première Guerre mondiale. Désavouées par la BDF, elles participent au congrès féministe et pacifiste de La Haye de 1915, qui donne naissance au Comité international des femmes pour la paix permanente. Ce comité devient la Ligue internationale des femmes pour la paix et la liberté en 1919.
En 1923, Lida Gustava Heymann, Ellen Ammann et Anita Augspurg appellent à expulser Adolf Hitler de l'Allemagne. En 1933, quand Hitler a pris le pouvoir, elle est hors du pays avec Anita Augspurg. Elles n'y sont pas revenues. Leurs biens sont confisqués et elles émigrent d'abord en Amérique du Sud puis en Suisse. Lida Gustava Heymann meurt le 31 juillet 1943 à Zurich. Elle est enterrée au cimetière de Fluntern de Zurich. Anita Augspurg la suivra dans la tombe la même année.